# 张自忠路 (天津)
张自忠路，是位于中国天津市市区海河西岸的一条道路，为纪念抗日英雄张自忠上将而命名。

## 历史
张自忠路的主要路段在近代曾经分属日本租界和法国租界，其中日租界时期路段的名称为山口街，法租界时期路段的名称分别为柏公使河坝
(Quai Auguste Boppe) 以及大法国河坝 (Quai de France)。抗战胜利租界被收回后，为纪念抗日英雄暨前天津市市长张自忠将军，而将上述海河西岸路段统一命名为张自忠路 。

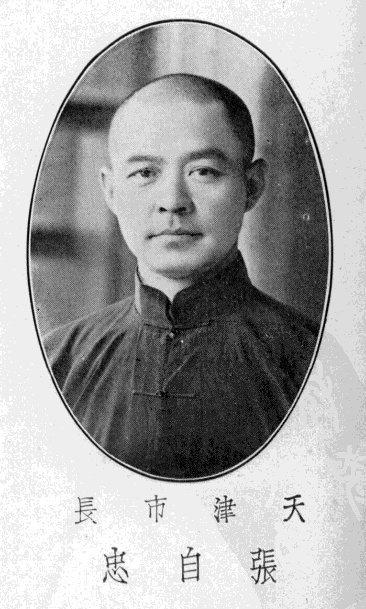
时任天津市长张自忠将军

## 现状与发展
张自忠路位于天津市区海河西岸，跨越红桥，南开，和平三区。目前北起南运河南路 (金钢桥)，南到台儿庄路(李公楼桥)。张自忠路从通北路至多伦道一段基本为南北走向，从大沽北路至津湾张自忠路隧道一段则为东北-西南走向，从津湾张自忠路隧道至台儿庄路则又恢复为南北走向。2006年经过海河美化工程改造后，张自忠路的宽度达到了30米。沿途建有大陆银行仓库，津湾广场，天津市歌剧院等建筑。
|  |

## 著名建筑
- 大陆银行仓库，位于和平区张自忠路223号，原为冯国璋创办的大陆银行的仓库，目前是中国人民银行天津分行仓库以及特殊保护等级的天津市历史风貌建筑[2]。
- 张自忠将军戎装铜像，位于张自忠路与泰安道交口处，天津市人民政府2006年5月立 [3]。

|  |

## 交汇道路
目前，与张自忠路相交汇的主要道路有：
- 大胡同
- 通北路
- 古文化街
- 水阁大街
- 通南路
- 荣吉大街
- 福安大街
- 多伦道
- 大沽北路
- 吉林路
- 解放北路
- 赤峰道

## 相关
- 津湾张自忠路隧道
- 津湾广场